# كريم ماسيموف
كريم ماسيموف، من مواليد 15 يونيو 1965 في تسيلينوغراد (أستانا حاليا)، هو سياسي ورئيس وزراء كازاخستان من 10 يناير 2007 وحتى 24 سبتمبر 2012، وجُددت ولايته مرة أخرى في 2 أبريل 2014.

## حياته
تخرج من الجامعة الروسية لصداقة الشعوب في موسكو، مدرسة اللغات ببكين، ومدرسة القانون من جامعة ووهان (الصين) وأكاديمية الإدارة بكازاخستان. خبير اقتصادي ومتخصص في القانون الدولي، حاصل على الماجستير في الروسية والإنجليزية والصينية والعربية. ممثل كازاخستان التجاري في هونغ كونغ، قاد مجلس إدارة البنك التجاري والمالي في آلما أتا قبل أن يعين وزيرا للنقل والاتصالات في عام 2001.
في 19 يناير 2006، عين نائبا لرئيس الوزراء ووزيرا للاقتصاد وتخطيط الميزانية من أبريل إلى أكتوبر عام 2006.
في 2 أبريل 2014، وبعد استقالة سيريك أحمدوف، تم تعيين ماسيموف رئيسا للوزراء من قبل الرئيس نزارباييف. وقوبل بالإجماع من قبل البرلمان في نفس اليوم .